# 양산 김씨
양산 김씨(梁山金氏)는 경상남도 양산군을 본관으로 하는 한국의 성씨이다.
시조 김연(金衍)은 고려의 통사사인(通事舍人)이며, 평양에 거주했었다. 이후 그의 손자 김맹(金猛)은 양산으로 거주지를 옮겼다.

## 참고 자료
- “양산김씨(梁山金氏)”. 뿌리를 찾아서.[깨진 링크(과거 내용 찾기)]